# هفت پیران
هفت پیران، روستایی از توابع بخش مرکزی شهرستان اردل در استان چهارمحال و بختیاری است.

## جمعیت
این روستا در دهستان پشتکوه قرار دارد و براساس سرشماری مرکز آمار ایران در سال ۱۳۸۵، جمعیت آن ۱۲۳ نفر (۲۶خانوار) بوده‌است.